# Canton de Preuilly-sur-Claise
Le canton de Preuilly-sur-Claise est un ancien canton français situé dans le département d'Indre-et-Loire et la région Centre.

## Géographie

### Situation
Le canton de Preuilly sur Claise est le plus méridional du département. Il est limitrophe des départements de l'Indre et de la Vienne.

En 2012, il comptait 5 077 habitants, répartis dans huit communes. Il s'étale sur 26 402 ha dont 6 196 de bois et son altitude varie de 47 m (Chambon) à 147 m (Charnizay). Il est longé par la vallée de la Creuse à l'ouest et traversé par celle de la Claise.

### Composition

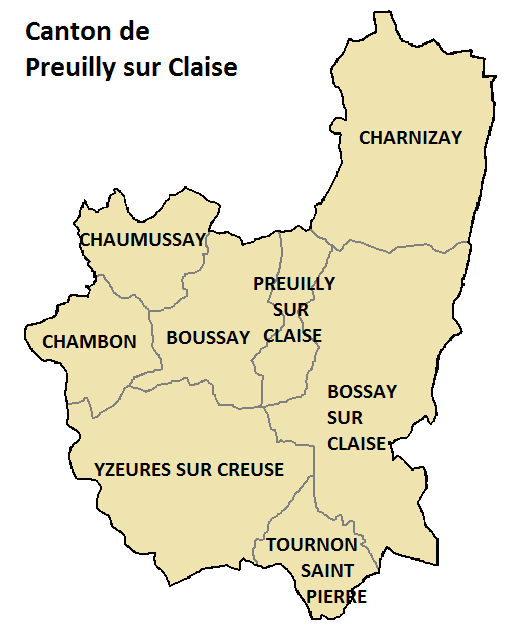
Les communes du canton.

Le canton de Preuilly-sur-Claise regroupait les communes suivantes :
| Nom                             | Code Insee | Intercommunalité       | Superficie (km2) | Population (dernière pop. légale) | Densité (hab./km2) |
| ------------------------------- | ---------- | ---------------------- | ---------------- | --------------------------------- | ------------------ |
| Preuilly-sur-Claise (chef-lieu) | 37189      | CC Loches Sud Touraine | 12,00            | 1 011 (2014)                      | 84                 |
| Bossay-sur-Claise               | 37028      | CC Loches Sud Touraine | 65,56            | 787 (2014)                        | 12                 |
| Boussay                         | 37033      | CC Loches Sud Touraine | 27,54            | 266 (2014)                        | 9,7                |
| Chambon                         | 37048      | CC Loches Sud Touraine | 17,88            | 325 (2014)                        | 18                 |
| Charnizay                       | 37061      | CC Loches Sud Touraine | 51,71            | 515 (2014)                        | 10                 |
| Chaumussay                      | 37064      | CC Loches Sud Touraine | 19,15            | 234 (2014)                        | 12                 |
| Tournon-Saint-Pierre            | 37259      | CC Loches Sud Touraine | 14,76            | 447 (2014)                        | 30                 |
| Yzeures-sur-Creuse              | 37282      | CC Loches Sud Touraine | 55,42            | 1 443 (2014)                      | 26                 |

### Comparaison démographique
Bien qu'elle soit le chef-lieu de canton, Preuilly-sur-Claise n'est que la seconde commune en nombre d'habitants avec une part représentant près de 20 % de la population de cette division administrative. C'est Yzeures-sur-Creuse, qui est la commune la plus peuplée avec un nombre d'habitants représentant une part de près de 30 %. Les deux communes les moins peuplées (Chaumussay et Boussay) représentent chacune 5 % de la population du canton.
Comparaison de la population des communes du canton en 2013

## Histoire
À l'origine, le canton de Preuilly sur Claise comptait dix communes. 

En 1794, la commune de Saint-Michel-des-Landes est supprimée et annexée à la commune de Charnizay.

Puis en 1814, c'est la commune de Saint-Michel-du-Bois qui disparaît et est annexée par la commune de Preuilly-sur-Claise.

## Démographie
Le canton de Preuilly-sur-Claise comptait 5 077 habitants (population légale INSEE) au 1er janvier 2012. La densité de population est de 19.23 hab./km2.

### Évolution démographique
| 1962  | 1968  | 1975  | 1982  | 1990  | 1999  | 2006  | 2011  | 2012  |
| ----- | ----- | ----- | ----- | ----- | ----- | ----- | ----- | ----- |
| 7 143 | 7 104 | 6 721 | 6 359 | 6 035 | 5 412 | 5 211 | 5 098 | 5 077 |

### Pyramide des âges
| Hommes | Classe d’âge | Femmes |
| ------ | ------------ | ------ |
| 0,9    | 90 ans ou +  | 2,3    |
| 13,2   | 75 à 89 ans  | 17,3   |
| 21,3   | 60 à 74 ans  | 20,5   |
| 22,2   | 45 à 59 ans  | 19,8   |
| 16,3   | 30 à 44 ans  | 15,3   |
| 11,4   | 15 à 29 ans  | 10,8   |
| 14,8   | 0 à 14 ans   | 13,9   |

| Hommes | Classe d’âge | Femmes |
| ------ | ------------ | ------ |
| 0,5    | 90 ans ou +  | 1,4    |
| 6,8    | 75 à 89 ans  | 9,8    |
| 13,1   | 60 à 74 ans  | 13,9   |
| 20,7   | 45 à 59 ans  | 20,1   |
| 20,4   | 30 à 44 ans  | 19,3   |
| 19,6   | 15 à 29 ans  | 19,1   |
| 18,8   | 0 à 14 ans   | 16,4   |

## Administration

### Conseillers d'arrondissement (de 1833 à 1940)
Le canton de Preuilly avait deux conseillers d'arrondissement.
| Période                                  | Période      | Identité                                        | Étiquette           | Qualité |
| ---------------------------------------- | ------------ | ----------------------------------------------- | ------------------- | --- |
| 1833                                     | 1836 (décès) | Benjamin François Berloquin (1789-1836)         |                     | Négociant, banquier, adjoint au maire de Preuilly                                                           |
| 1833                                     | 1839         | Jean Nazaire Louis Delatremblais                |                     | Banquier, notaire, maire de Preuilly                                                                        |
| 1836                                     | 1848         | René, Baron d'Harambure de La Poëze (1782-1851) |                     | Ancien officier supérieur, propriétaire à Yzeures-sur-Creuse                                                |
| 1839                                     | 1842         | Charles Brun                                    |                     | Propriétaire à Yzeures-sur-Creuse                                                                           |
| 1877                                     | 1889         | Émile Pagé (1848-1941)                          | républicain         | Propriétaire, commerçant, maire de Chaumussay                                                               |
| 1883                                     | 1889         | Eugène Constantin Falavantour (1830-1898)       | républicain         | Propriétaire, cultivateur et aubergiste à Yzeures-sur-Creuse                                                |
| 1889                                     | 1895         | Berloquin                                       | droite              | |
| 1889                                     | 1898         | Roy                                             | droite              | |
| 1898                                     | 1904         | Pénot                                           | droite              | |
| 1904                                     | 1910         | Pagé                                            | républicain radical | |
| 1910                                     | 1934         | Jules Pénot (1871-1941)                         |                     | Propriétaire à Yzeures-sur-Creuse                                                                           |
| 1934                                     | 1940         | André Doyen                                     | URD                 | Propriétaire à Tournon-Saint-Pierre Révoqué par le Gouvernement de Vichy en 1942                            |
| 1940                                     |              |                                                 |                     | Les conseils d'arrondissement ont été suspendus par la loi du 12 octobre 1940 et n'ont jamais été réactivés |
| Les données manquantes sont à compléter. |              |                                                 |                     | |

### Conseillers généraux de 1833 à 2015
| Période | Période          | Identité                                                | Étiquette    | Qualité                                                                            |
| ------- | ---------------- | ------------------------------------------------------- | ------------ | ---------------------------------------------------------------------------------- |
| 1833    | 1839             | Pierre Suzor Delatremblais                              |              | Propriétaire du château de la Berjaudiere, maire de Preuilly (1836-1843)           |
| 1839    | 1847 (démission) | Philippe Amable, Baron Arthuys de Charnisay             |              | Maire de Charnizay nommé Sous-Préfet                                               |
| 1847    | 1848             | Julien Jean-de-Dieu Nabon-Devaux                        |              | Chef de cabinet du Préfet de Police, propriétaire à Preuilly                       |
| 1848    | 1871             | Charles Eugène Baret de Rouvray,                        |              | Général de brigade, propriétaire à Chambon                                         |
| 1871    | 1877             | Charles Richard                                         | Droite       | Docteur-médecin, propriétaire du château de Néons-sur-Creuse                       |
| 1877    | 1883             | Aristide Nioche                                         | Républicain  | Avocat, propriétaire à Preuilly-sur-Claise Député (1872-1876) Sénateur (1888-1902) |
| 1883    | 1895 (décès)     | Ernest Montaubin                                        | Droite       | Banquier à Preuilly-sur-Claise                                                     |
| 1895    | 1901             | Elzéar de Tristan (1836-1915)                           | Droite       | Colonel d'artillerie, propriétaire à Saint-Cyr-en-Val                              |
| 1901    | 1907             | Paul Pénot                                              | Conservateur | Agriculteur, officier de marine en retraite, maire d'Yzeures-sur-Creuse            |
| 1907    | 1919             | Jules Durand                                            | Rad.         | Médecin, maire de Preuilly-sur-Claise                                              |
| 1919    | 1934 (décès)     | Octave de Tristan (fils d'Elzéar de Tristan, 1866-1934) | Conservateur | Ancien chef d'escadron au 30ème Régiment d'artillerie Maire de Chambon             |
| 1934    | 1940             | Comte Bernard de Tristan (fils du précédent, 1903-1975) | PSF          | Maire de Chambon Nommé conseiller départemental en 1943                            |
|         |                  |                                                         |              |                                                                                    |
| 1945    | 1958             | Bernard de Tristan                                      | DVD          | Maire de Chambon                                                                   |
| 1958    | 1970 (décès)     | Edmond Thimonier                                        | DVG puis SE  | Maire de Chaumussay                                                                |
| 1970    | 2008             | Yves Maveyraud                                          | DVG puis PS  | Directeur d'école, maire de Preuilly-sur-Claise (1965-2008), conseiller régional   |
| 2008    | 2015             | Gilles Bertucelli                                       | DVD          | Entrepreneur Maire de Preuilly-sur-Claise (2008-2020)                              |

Le canton participe à l'élection du député de la troisième circonscription d'Indre-et-Loire.

### Résultats électoraux
- Élections cantonales de 2001, premier tour[11]: 70,87 % pour Yves Maveyraud (PS), 15,40 % pour André Marjeault (PCF) et 13,73 % Françoise Gantier (FN), 75,11 % de participation.
- Élections cantonales de 2008, second tour[12]: 63,02 % pour Gilles Bertucelli (DVD), 36,98 % pour Yves Maveyraud (PS), 68,21 % de participation.

## Pour approfondir